# بيتر مارشال (كاتب سير ذاتية)
بيتر مارشال (بالإنجليزية: Peter Marshall)‏ هو كاتب سير ذاتية بريطاني، ولد في 1939، وتوفي في 1972 في سري في المملكة المتحدة.

## وصلات خارجية
- بيتر مارشال على موقع IMDb (الإنجليزية)